# Lea Maria Fries
Lea Maria Fries (* 1989 in Schötz) ist eine Schweizer Singer-Songwriterin, die als «Ausnahmesängerin» gilt.

## Leben und Wirken
Fries wuchs in einer musikalischen Familie auf und erhielt als Kind zunächst Klavierunterricht, bevor sie sich mit 14 Jahren dem Gesang zuwandte. Bei der Shure Montreux Jazz Competition erreichte sie 2010 das Halbfinale. Zwischen 2009 und 2014 studierte sie Jazzgesang an der Hochschule Luzern bei Susanne Abbuehl, Lauren Newton und Hans Feigenwinter und absolvierte dort den Bachelor- und Masterstudiengang.
Fries zog dann nach Zürich und Berlin und 2018 nach Paris. Sie arbeitete mit Künstlern wie Marie Krüttli (Nuun), Dutronc & Dutronc, Eric Legnini, Julien Herné, Empire of Sound oder Louis Matute. Mit Gauthier Toux, Lukas Traxel und Valentin Liechti bildete sie das Quartett 22° Halo, das 2021 das Album «Light at an Angle» vorlegte. Mit ihrem Lebenspartner, dem Elektro-Bassisten Julien Herné, entstand das Album «Et.nu».
Mit «Cleo» veröffentlichte Fries unter eigenem Namen 2025 ein Album, in dem sie «facettenreich» Stile von Jazz über Electronica bis zur Folklore und zur Popmusik integriert. Auch als Komponistin wirkte sie an Projekten wie Gauthier Toux’ «For a Word», Louis Matutes Large Ensemble und Macha Gharibians Trio mit. Sie ist auch auf Alben von S.P.T. und François Lapeyssonnie zu hören.

## Diskographische Hinweise
- 22° Halo: Light at an Angle (Prolog 2021, mit Gauthier Toux, Lukas Traxel, Valentin Liechti)
- Et.nu: Et.nu (Prolog 2023, mit Julien Herné, sowie IllyB)
- Cleo (Heavenly Sweetness/Indigo 2025, mit Gauthier Toux, Julien Herné, Antoine Paganotti sowie Raynald Colom, Tao Ehrlich, Vincent Peirani, Yessaï Karapetian)